# Ferdinando Baldi
Ferdinando Baldi (Cava de' Tirreni, 9 maggio 1927 – Roma, 17 novembre 2007) è stato un regista e sceneggiatore italiano.

## Biografia
Laureatosi in lettere, si diede per qualche tempo all'insegnamento. Dopo aver conosciuto il produttore Tiziano Longo, iniziò a occuparsi di cinema, collaborando ad alcune sceneggiature; dopo aver girato il primo film, abbandonò l'insegnamento. Spaziò dagli spaghetti western ai musicarelli, non tralasciando anche i film mitologici o le commedie. Ebbe modo di dirigere attori quali Orson Welles in David e Golia (1960) e I tartari (1961), Alan Ladd in Orazi e Curiazi (1961), Ben Gazzara in Afyon - Oppio (1972), l'ex-Beatles Ringo Starr in Blindman (1971) e Serena Grandi in La compagna di viaggio (1980). Collaborò spesso con gli sceneggiatori Franco Rossetti e Vincenzo Cerami.

## Filmografia

### Regista
- Il prezzo dell'onore (1953)
- Assi alla ribalta (1954)
- Ricordami (1955)
- Amarti è il mio destino (1957)
- Due selvaggi a corte (1958)
- David e Golia (1960)
- I tartari (1961)
- Orazi e Curiazi (1961)
- Sfida al re di Castiglia (1963)
- Taras Bulba il cosacco (1963)
- Follie d'Europa (1964)
- Il figlio di Cleopatra (1964)
- All'ombra delle aquile (1965)
- Il massacro della foresta nera (1966)
- Goldsnake anonima killer (1966)
- Texas addio (1966)
- Io non protesto, io amo (1967)
- Little Rita nel West (1967)
- Preparati la bara! (1968)
- Odia il prossimo tuo (1968)
- Il pistolero dell'Ave Maria (1969)
- I pirati dell'isola verde (1969)
- Blindman (1971)
- Afyon - Oppio (1972)
- Una vita lunga un giorno (1973)
- Carambola (1974)
- Carambola, filotto... tutti in buca (1975)
- Geometra Prinetti selvaggiamente Osvaldo (1976)
- Get Mean (1976)
- Nove ospiti per un delitto (1977)
- L'inquilina del piano di sopra (1977)
- La ragazza del vagone letto (1979)
- La compagna di viaggio (1980)
- Comin' at Ya! (1981)
- Il tesoro delle quattro corone (1982)
- Warbus (1985)
- Un maledetto soldato (1988)
- Missione finale (1988)